# Медведи Boyds

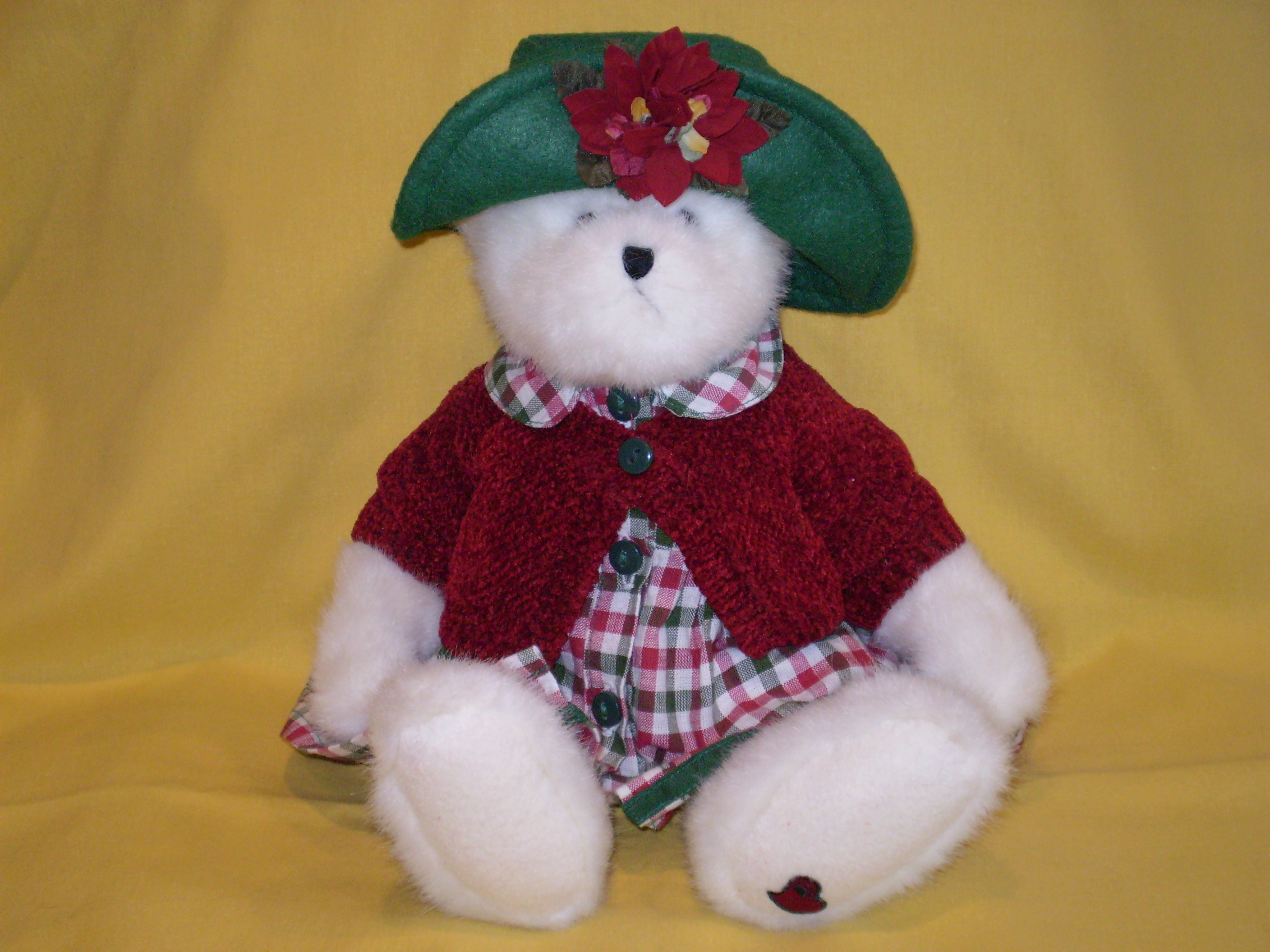
Из коллекции осени 2006 г.

Медведи Boyds, или Boyds Bears – ряд моделей коллекционных плюшевых медведей производства компании Boyds Collection Ltd (США).

## История
Компания Boyds Collection создана в 1979 году Гари и Джустиной Ловенталь (Lowenthal). Они владели антикварным магазином, и в 1984 году начали изготовлять миниатюрные домики, которые продавались под названием «Домики Гномов». Первый мишка был изготовлен для новорожденного сына Мэтью. После этого компания начала производство и продажу медведей под названием «Boyds Bears» по названию города Бойдс в Мэрилэнде.
В настоящее время компания производит ежегодно несколько коллекций медведей, кроликов, ангелов, домиков, календарей и подарков. Коллекции выходят по временам года и к праздникам. Медведи выпускаются в одежде, например, патриотическая коллекция в костюмах времён гражданской войны США. 

## Клуб
В 1996 году был создан клуб покупателей «Boyds Bears». В настоящее время членский взнос в клуб стоит $24,95. Членам клуба доступны ограниченные коллекции, скидки и т. д.

## Награды
«Boyds Bears» получили многочисленные награды за производство кукол и игрушек; среди которых «Teddy Bear года», «Кукла года», «Золотой Тедди» и другие. 

## Распространение
Медведи Boyds продаются через независимые магазины игрушек и подарков. 
В России «Boyds Bears» официальных дилеров не имеют. Российским покупателям «Boyds Bears» доступны через интернет-магазины и интернет-аукционы.

## Компания Boyds Collection Ltd.
Акции компании Boyds Collection Ltd. торгуются на внебиржевом рынке под тиккером BYDC.PK. Выручка компании за 2005 год составила $74,06 млн.